# Écurie
Pour les articles homonymes, voir Écurie (homonymie).

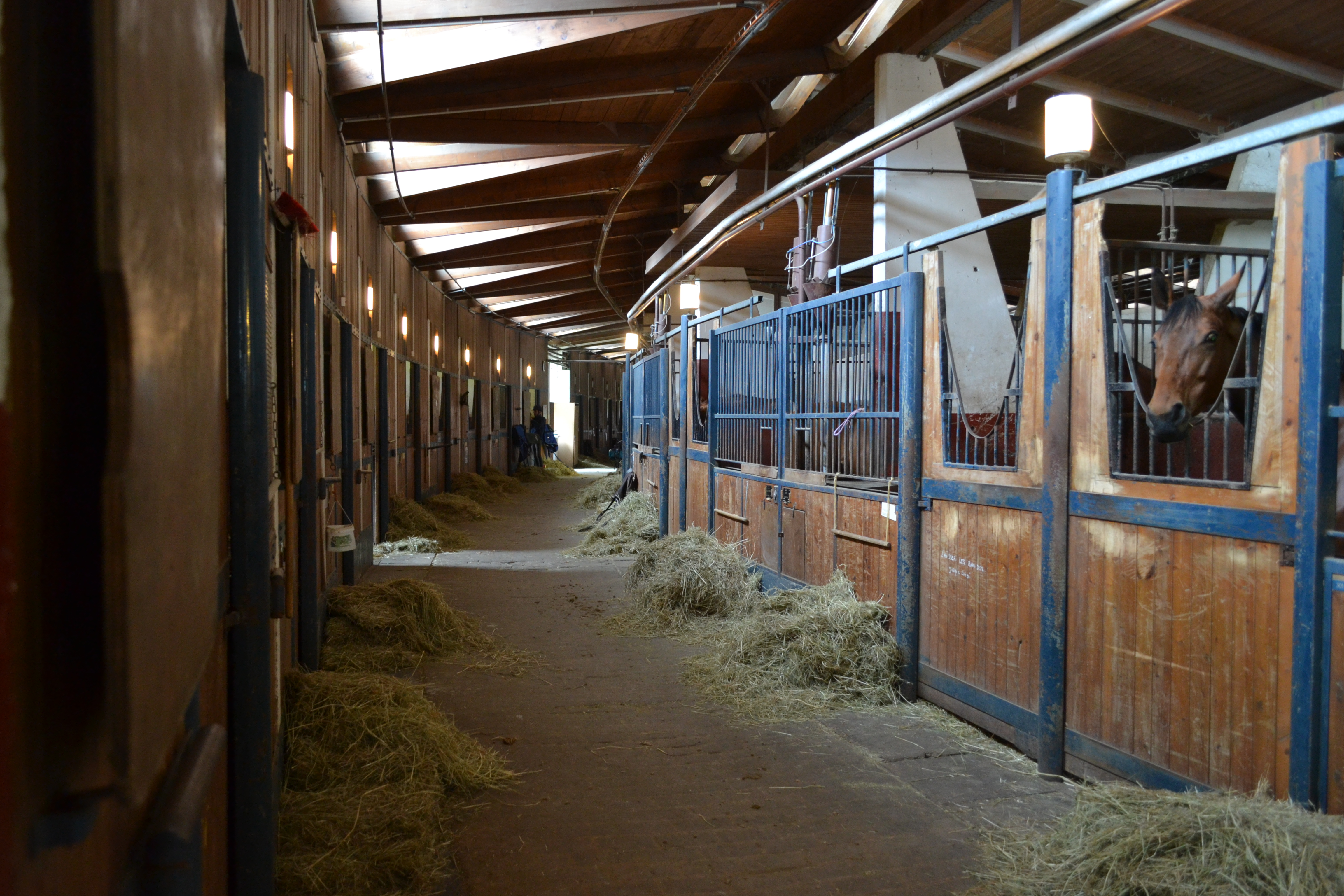
Écuries de l'école nationale d'équitation à Saumur.

Une  écurie est une bâtisse destinée au logement des équidés, principalement des chevaux. Elle se présente sous la forme d'un bâtiment unique ou de plusieurs disposés autour d'une cour centrale. Les différents éléments qui la composent doivent satisfaire aux conditions d'utilité et d'hygiène nécessaires au maintien en intérieur d'équidés. Plusieurs types d'hébergement sont possibles : le box, la stalle et la stabulation libre. Dans une écurie, les chevaux sont totalement dépendants des êtres humains. Ces derniers doivent pourvoir à tous leurs besoins naturels et s'assurer de leur bien-être afin qu'ils ne développent pas des troubles du comportement.

## Description
Une écurie se présente sous la forme d'un bâtiment unique ou de plusieurs disposés autour d'une cour centrale.
C'est un moyen de garder un cheval dans un lieu clos afin qu'il puisse être facilement accessible par l'homme.
Une écurie est composée de divers aménagements qui sont fonction du nombre de chevaux hébergés et des moyens financiers possibles.
Elle doit être bien organisée et dotée d'une isolation satisfaisante, de gouttières adaptées, d'un bon drainage, d'un éclairage suffisant et de voies d'accès,. Les toitures nécessitent un entretien régulier. 
L'habitat doit toujours être dans un état de propreté avec une hygiène, parfaite. Le fumier est à déposer dans un endroit isolé. L'endroit où entreposer la nourriture doit être spacieux, sec et propre.
Les écuries construites en dur sont plus résistantes aux intempéries et supportent mieux le cours du temps.
Certaines sociétés proposent à la vente des écuries complètes appelées barn en anglais. La température idéale d'une écurie est 15°. La barn permet aux chevaux de communiquer entre eux, et d'observer le spectacle de l'écurie. Mais il est souvent mal aéré et pose des problèmes de contagion lors d'une épidémie en raison de la proximité des équidés.

### Aération
Les bâtiments doivent être aérés mais à l’abri des courants d'air. Les ouvertures doivent être, si possible, orientées vers le sud ou l'est. Chaque animal doit disposer d'un minimum de 50 m3 d'air. Même par temps froid, les fenêtres doivent rester ouvertes ou entrouvertes. Lorsque les chevaux sont attachés, l'air doit venir par derrière. Il est possible de prévoir des fenêtres ou des cheminées d'appel ainsi que des grilles d'aération au niveau du sol. 

## Hébergement

### Box

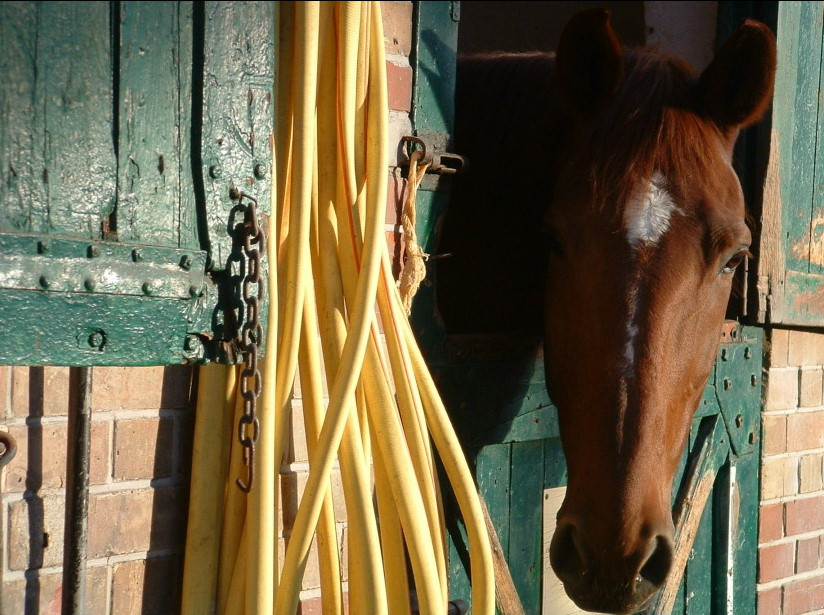
Cheval selle français dans un box.

Le box est un lieu fermé où le cheval vit seul sans être attaché,. L'espace qui le compose est d'environ 27 m3. Dans un box, le cheval a la possibilité de manger de la paille, de se retourner, de se coucher librement et de passer la tête à l'extérieur,,.
Le box doit posséder une aération importante ainsi qu'un sol adapté permettant un nettoyage facile sans être glissant. La température doit être équilibrée tout au long de l'année, soit pas moins de 10 °C l'hiver et pas plus de 18 °C l'été. Il doit également être pourvu d'un éclairage, d'un anneau d'attache, d'un abreuvoir et d'une mangeoire.

### Stalle

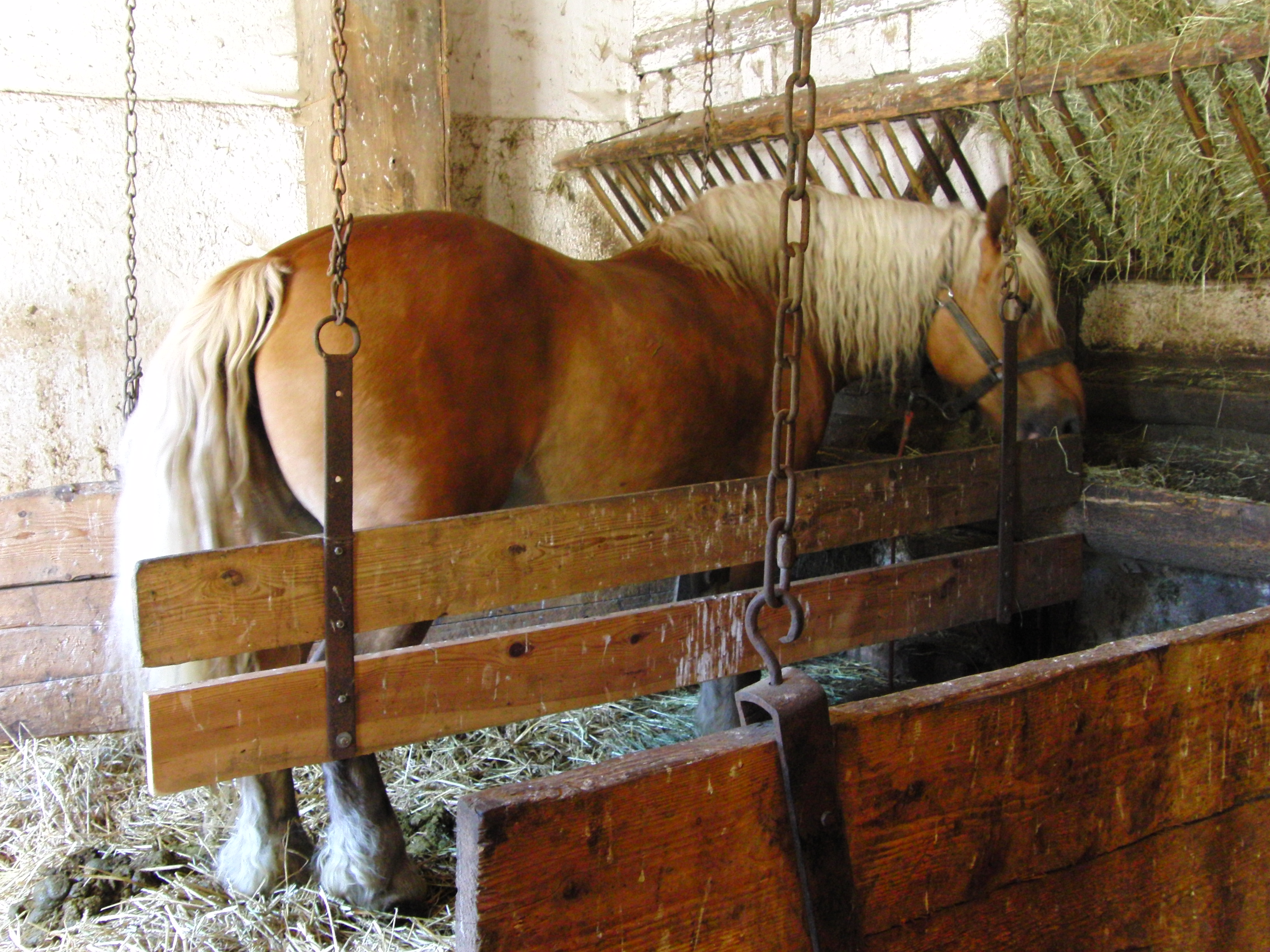
Cheval comtois dans une stalle.

Dans une stalle, le cheval est attaché tête au mur et est séparé des autres par une cloison latérale,. Sa liberté de mouvement est limitée. Devant chaque cheval sont placés un râtelier à foin et une mangeoire. Un système coulissant attaché à son licol dit « à billot » lui permet de se coucher,. La stalle a l'avantage d'être facile d'entretien puisque la zone de dépose du crottin est toujours accessible. De plus, le cheval ne pouvant se retourner, il ne peut consommer de la paille souillée et risquer d'être réinfecté par ses parasites intestinaux.

Cet hébergement tend à disparaître.   

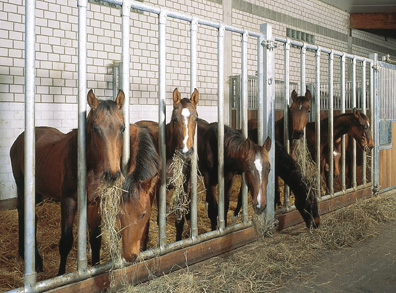
Chevaux en stabulation libre.

### Stabulation libre
La stabulation libre est un espace couvert où plusieurs équidés cohabitent. Elle est parfois ouverte sur un paddock,. Elle est très souvent utilisée pour les poneys,. Cet hébergement nécessite cependant quelques précautions. Les équidés doivent être déferrés des postérieurs et une attention particulière doit être portée sur le rationnement de la nourriture pour que chaque équidé puisse manger, quelle que soit sa place dans la hiérarchie.

### Écurie active
Depuis quelques années est développé le concept d'écurie active, d'origine allemande. Il repose en partie sur l'utilisation des nouvelles technologies : les chevaux portent un collier émetteur qui, au contact avec un distributeur alimentaire, leur délivre la ration optimale calculée. Les chevaux sont aussi incités à pouvoir se déplacer toute la journée, car les points de distribution d'eau et de nourriture, ainsi que les abris, sont éloignés les uns des autres. L'écurie active permet de faire disparaître les problèmes de vices d'écurie, d'avoir des chevaux avec des pieds plus sains (et donc moins de frais vétérinaires), et de diminuer la main d’œuvre nécessaire à l'entretien. Ce système est particulièrement adapté à la pratique de l'équithérapie.

## Contraintes
Dans une écurie, les chevaux sont totalement dépendants des êtres humains. Il faut donc veiller à les alimenter, à les abreuver, à les soigner et à les loger.

## Troubles du comportement
Le cheval n'est naturellement pas fait pour vivre seul et enfermé, la vie au pré avec ses congénères étant ce qui se rapproche le plus de ses conditions de vie à l'état naturel.
Il peut donc développer des troubles du comportement en réaction à la vie qui lui est imposée. Ces troubles peuvent se traduire par le fait de mordiller tout ce qu'il trouve, de tourner en rond, de se balancer d'un pied sur l'autre (tic de l'ours), de mordiller un support en avalant de l'air (tic à l'appui), ou prendre un appui sur un support pour contracter ses muscles en aspirant de l'air (tic à l'air). 
Des moyens d'action existent pour prévenir ces comportements. Le cheval doit être sorti le plus souvent possible pour éviter qu'il ne reste la journée entière entre quatre murs. La présence d'un compagnon tel une chèvre ou une poule est également bénéfique, tout comme le fait de poser une grille interne entre deux box afin que les chevaux voisins de box puissent se voir et se sentir. Afin de tromper l'ennui, des jouets d'écurie existent. Le fait de fractionner le travail et les repas apporte également un bénéfice notable.